# Urema (Fluss)
Der Urema ist ein etwa 35 km langer Fluss in Mosambik.

## Geografie
Der Urema entspringt dem Urema-See, in der Provinz Sofala, etwa 25 km westlich der Stadt Muanza. Er bildet auf seiner gesamten Länge die Grenze zwischen den Distrikten Muanza und Gorongosa. Der Fluss verläuft in Südliche Richtung, durch den Nationalpark Gorongosa. Der Urema mündet auf der Südgrenze des Gorongosa Nationalpark in den Pungwe.
See und Fluss liegen am Grund des Urema-Grabens, der den südlichen Teil des Afrikanischen Grabenbruches bildet. Das Tal wird im Osten vom Cheringoma-Plateau und im Westen vom Barue-Plateau flankiert.

## Hydrologie
Das Einzugsgebiet des Urema-Sees, mit seinem längsten Zufluss Nhanduge, hat eine Fläche von etwa 8000 km². An der Mündung des Urema ist das Einzugsgebiet etwa 8400 km² groß.
- Diagrammdaten:
- Definition |
- Rohdaten |
- Hilfe